# Theo van Gogh
Theo van Gogh (udtales omtr. [choch] på hollandsk med 'g' ligesom tysk 'ch' i 'ach') (født 23. juli 1957, død 2. november 2004) var en hollandsk filminstruktør. Han blev dræbt i Amsterdam af en muslimsk fundamentalist af marokkansk oprindelse som reaktion på det islam-kritiske indhold i bl.a. van Goghs film Submission (»Underkastelse« med manuskript af Ayaan Hirsi Ali). Før dette var han relativt ukendt som instruktør. Han var oldebarn af Vincent van Goghs bror, som også hed Theo.
Drabsmanden, Mohammed Bouyeri, blev 26. juli 2005 idømt livsvarigt fængsel. Dommeren, der dømte Bouyeri, beskrev drabet som en terrorhandling.

## Galleri
- De Schreeuw (Skriget) af Jeroen Henneman, mindested i Amsterdam for filminstruktøren Theo van Gogh.
- Theo van Gogh 1984.